# Salvaterra de Miño
Salvaterra de Miño – gmina w Hiszpanii, w prowincji Pontevedra, w Galicji, o powierzchni 62,54 km². W 2011 roku gmina liczyła 9677 mieszkańców.